# Amphiacusta spectrum
Amphiacusta spectrum is een rechtvleugelig insect uit de familie krekels (Gryllidae). De wetenschappelijke naam van deze soort is voor het eerst geldig gepubliceerd in 1869 door Walker. De door hem beschreven insectensoort is endemisch in Brazilië.